# Детелина с’ четир’ листа
Детелина с’ четир’ листа је сингл Томе Здравковића из 1967. године.